# Stema Eritreei
Stema națională a Eritreei a fost adoptată la 24 mai 1993, cu ocazia declarări independenței Eritreei față de Etiopia. Stema reprezintă o cămilă înconjurată de o coroană de măslin.

## Stema actuală
Stema modernă a Eritreei a fost adoptată la 24 mai 1993, data declarației de independență față de Etiopia. Aceasta prezintă o cămilă dromader în deșert, înconjurată de o coroană de măsline. Cămila a fost animalul de povară folosit în timpul războiului de independență din Etiopia pentru transportul de bunuri și mărfuri și a fost considerat ca fiind foarte important pentru reușita mișcării de către naționaliștii eritreeni. Numele țării apare pe panglică în partea de jos a stemei, în tigrinya, engleză și arabă, trei limbi vorbite pe scară largă în țară.

## Istoria
Eritrea a avut pentru prima dată o stemă în 1919, când era colonie a Regatului Italiei. Scutul era împărțit pe jumătate pe orizontală, în partea superioară fiind prezentat un leu roșu având pe piept o stea albă, iar în jumătatea de jos erau șase bare ondulate alternând între albastru și alb. Leul roșu reprezinta regatul italian, leii făcând aluzie la regele italian care a folosit fiarele ca susținători și roșul fiind o culoare comună asociată cu Italia și, de asemenea, fiind folosită de Casa de Savoia. steaua a fost mult timp folosită ca simbol al poporului italian, cunoscut sub numele de Stellone d'Italia, care protejează și păzește națiunea. Partea de jos pe care se află bare ondulate albastre și albe este o reprezentare heraldică comună a apei și face aluzie la originile numelui coloniei. Eritrea este derivată din latinescul Erythræa, numele dat Mării Roșii în antichitate; colonia a fost numită astfel pentru coasta sa aflată de-a lungul acestei mări.
În timpul regimului fascist al Italiei, care a început în 1924, stema a fost completată cu simboluri ale noului guvern: în 1936 a fost adăugată o bandă roșie, la care au fost adăugate fascii și coroana de laur. Eritrea a fost apoi absorbită în cadrul coloniei Africii de Est Italiene în 1936, reducându-o la o provincie a noii colonii. În 1941, când provincia a fost cucerită și pusă sub administrația britanică, banda fascistă a fost eliminat și stema originală a fost reinstituită. În 1951, a început procesul de anexare a Etiopiei, iar stema a continuat să fie utilizată până în anul următor.
În perioada de anexare, din 1952 până în 1962, a fost adoptată o stemă care consta dintr-o ramură de măslin verticală încercuită de o coroană de măslin. Această emblemă este folosită și acum pe steagul țării.
|                                                           |                                                              |                                                                  |                                                                      |
| Stema coloniei italiene a Eritreei din 1919 până în 1936. | Stema coloniei și provinciei Eritreea din 1936 până în 1941. | Stema administrației britanice a Eritreei din 1941 până în 1952. | Stema Eritreei în timpul anexării de către Etiopia din 1952 to 1962. |